# The Ascent (Star Trek: Deep Space Nine)
"The Ascent" és el novè episodi de la cinquena temporada de la sèrie de televisió de ciència-ficció estatunidenca Star Trek: Deep Space Nine, el 107è de tota la sèrie. Originalment es van emetre en redifusió a partir del 25 de novembre de 1996. L'episodi va ser dirigit per Allan Kroeker i el guió fou escrit per Ira Steven Behr i Robert Hewitt Wolfe.
Ambientada al segle XXIV, la sèrie segueix les aventures a Espai Profund 9, una estació espacial situada prop d'un forat de cuc estable entre els Quadrants Alfa i Gamma de la Via Làctia, prop del planeta Bajor, mentre els bajorans es recuperen d'una brutal ocupació de dècades pels imperialistes cardassians. El Quadrant Gamma acull un imperi hostil conegut com el Domini, governat pels Fundadors que canvien de forma. A les temporades mitjanes de la sèrie, la Federació està amenaçada tant per l'Imperi Klíngon com pel Domini. En aquest episodi, el cap de seguretat d’Espai Profund 9 Odo es troba encallat en un planeta remot amb el delinqüent de poca monta Quark, i els dos han de pujar una muntanya junts per demanar ajuda. Mentrestant, el cadet de la Flota Estel·lar Nog torna a "Espai Profund 9" des de l'Acadèmia de la Flota Estel·lar i té friccions amb el seu company d'habitació Jake Sisko.

## Argument
Odo està escortant Quark a una audiència de gran jurat perquè pugui testificar contra el Sindicat criminal Orió. A mig camí del seu destí, descobreixen que s'ha col·locat una bomba a la seva nau. Un intent de transportar-la fa que detoni, danyant la nau i obligant-los a aterrar de manera forçosa en un planeta congelat i gairebé inhabitable.
El seu sistema de comunicació està danyat i tenen molt poc menjar. Davant la perspectiva de la mort per inanició o congelació, en Quark té una idea: desconnectar el transmissor subespai de la nau i portar-lo al cim d'una muntanya propera, on l'atmosfera pot ser prou fina com per permetre'ls enviar un senyal demanant ajuda.
Compartint un conjunt d'equipament per al fred entre ells, comencen a arrossegar el pesat transmissor cap a la muntanya, discutint tot el camí. Es consternen en descobrir que el viatge durarà alguns dies, en lloc d'unes poques hores com havien estimat originalment. Quan arriben a la muntanya i comencen a pujar, el seu desacord es deteriora en una baralla que els fa caure pel pendent. Odo es trenca una cama en la caiguda.
Quark intenta arrossegar Odo muntanya amunt, però aviat resulta ser un esforç massa gran per a ell. Odo insisteix que en Quark el deixi enrere i continuï sol fins al cim, però Quark, esgotat i afamat, està a punt de rendir-se. Després que Odo intenti prendre el transmissor ell mateix malgrat la seva lesió, Quark s'avergonyeix i reprèn el seu intent. No torna al vespre; assumint que ha mort sense arribar al cim, Odo espera que ell també perirà i comença a gravar un missatge destinat a qui trobi el seu cos.
De sobte, Odo i Quark són teleportats a la nau estel·lar Defiant; Quark va arribar al cim i va enviar un senyal de socors. Mentre es recuperen a la infermeria, es demanen una mena de disculpa confirmant que eren sincers en les seves anteriors declaracions d'odi mutu, seguides de riures mútues.
Mentrestant, a l'estació, Nog torna de l'Acadèmia de la Flota Estel·lar per començar una tasca d'estudi de camp. Es muda amb Jake Sisko, però els dos entren en conflicte com a companys de pis. L'estil de vida estrictament disciplinat de Nog com a cadet entra en conflicte amb les actituds més relaxades de Jake envers la vida, la neteja i l'exercici. Finalment es reconcilien, gràcies als esforços dels seus pares, Benjamin Sisko i Rom.

## Artistes convidats
- Max Grodénchik - Rom
- Aron Eisenberg - Nog

## Producció
L'origen d'aquest episodi és d'admiració d'Ira Steven Behr per Tot esperant Godot de Samuel Beckett. Pretenia fer un episodi amb Odo en el paper de Vladimir i Quark en el paper d'Estragon. Donat que el llibre no tenia una trama adaptable a la sèrie, a ell i Wolfe se'ls va acudir una trama on ambdós personatges es troben en veritable perill.
Les preses exteriors es van fer al Mount Whitney de Califòrnia, el pic més alt dels Estats Units contigus.
Aquest és l'últim episodi de Deep Space Nine que presenta regularment el disseny dels uniformes de la Flota Estel·lar que es van introduir al principi de la sèrie, tot i que es continuarien portant durant tota la sèrie paral·lela Star Trek: Voyager.

## Recepció
Tor.com va donar a l'episodi un sis sobre deu. Zack Handlen de The A.V. Club destaca el fet que estigui centrat en la relació entre Odo i Quark, qeu no són simples enemics, ja que la seva relació és més profunda. Jamahl Epsicokhan de Jammer's Review assenyala que tot i que a vegades la trama és una mica repetitiva i evident, els diàlegs dels personatges són meravellosos.